# Sicherungs-Brigade 74
De Sicherungs-Brigade 74 (Nederlands: 74e Beveiligingsbrigade) was een Duitse infanteriebrigade in de Heer tijdens de Tweede Wereldoorlog. De brigade was onder bevel gesteld van de Militärbefehlshaber Frankreich  (vrije vertaling: militaire bevelhebber Frankrijk).

## Geschiedenis brigade
Op 30 juni 1944 werd de brigade in Montargis, bezet Frankrijk opgesteld. Gedurende de hele oorlog werd de brigade vooral in Frankrijk ingezet voor beveiligingstaken bij Belfort. De brigade werd genoemd naar hun commandant Brigade Jesser. In 1944 na de terugtocht uit Frankrijk werd de brigade ontbonden.

## Commandant
| Rang         | Naam            | Begin     | Eind           | Opmerking |
| ------------ | --------------- | --------- | -------------- | --------- |
| Generalmajor | Curt von Jesser | Juni 1944 | 4 oktober 1944 |           |

## Samenstelling[2]
- Sicherungs-Regiment 1000
- Sicherungs-Regiment 1010
- Aufklärungs-Abteilung 1000